# Crossing the Line (film 2008)
Crossing the Line è un cortometraggio del 2008 diretto da Peter Jackson e Neill Blomkamp.

## Produzione
Il corto, che ha una durata di 15 minuti, è stato girato con l'innovativa Red One Camera. Le brevi riprese si sono svolte a Wellington con il finanziamento della Red Digital Camera Company. Tra gli assistenti alla produzione figurano Jackson, sua moglie Fran Walsh e Carolynne Cunningham e Jim Jannard.

## Distribuzione
Il corto è stato presentato solamente negli Stati Uniti d'America alla conferenza annuale della US National Association of Broadcasters Conference tenutasi nell'aprile 2008.

## Trama
Nel corto viene mostrata una scena di battaglia aerea vista dalla cabina di un aereo militare comandato da un pilota e soldato alle prime armi.